# Krystynka
Krystynka – przysiółek w Polsce położona w województwie wielkopolskim, w powiecie chodzieskim, w gminie Chodzież.
W latach 1975–1998 miejscowość administracyjnie należała do województwa pilskiego.
Przysiółek w sołectwie Stróżewo - zobacz jednostki pomocnicze gminy Chodzież w BIP.